# 傈僳语
傈僳语（傈僳语：ꓡꓲ-ꓢꓴ，ꓡꓲ‐ꓢꓴ ꓥꓳꓽ 或 ꓡꓲꓢꓴ）是傈僳族的语言，谱系分类上属于藏缅语族彝语支，分布于中国云南。在缅甸、泰北、越南也有分布。傈僳语和彝语中部方言，尤其是里泼土语密切相关。

## 方言
傈僳族分成三个支系：
- 黑傈僳：云南西北部和缅甸最北部
- 花傈僳：云南西部和缅甸东北邻近地区
- 黄傈僳：云南最西南部、缅甸东部掸邦和泰国

傈僳语可以按此划分成三个方言。
彝语中部方言里泼土语也被称为东傈僳语。

## 音系
傈僳语的音系如下：

### 元音
|        | 前元音 | 前元音 | 后元音 | 后元音 |
| 不圆唇 | 圆唇   | 不圆唇 | 圆唇   |        |
| ------ | ------ | ------ | ------ | ------ |
| 闭     | i~ɨ    | y~ʉ    | ɯ      | u      |
| 中     | e      | ø      | ɤ      | o      |
| 开     | ɛ      |        | ɑ      |        |

傈僳语中[i]和[ɨ]的分布是互补的：[ɨ]只出现在龈硬腭音之后，其他情况下均为[i]。也有另一种观点认为傈僳语中的龈硬腭音是硬腭音在[u]和[ɨ]前的音位变体。 该观点认为这种区别来源于原始缅彝语中*kr或*kj的辅音簇，其在傈僳语中的其他位置均合并，但在[i]前则不合并，因而*kr+i演变为了[tɕi]，*kj+i则演变为了[tʃɨ]。另外，龈硬腭塞擦音与[i]也结合成了[tʃɨ]。
在傈僳语中部方言中，位于齿龈咝音之后的/i/听上去像是音节化的[z̩]，位于卷舌咝音之后的/i/则听上去像是音节化的[ʐ̩]。位于龈腭音后的/ɑ/听上去更靠前，接近[a]。
不同方言之中的/y/有所不同，可以是嘴唇突出的圆唇音（Protruded rounding）、嘴唇内缩的圆唇音（Compressed rounding）、[ʉ]音，甚至可以直接发成[u]音。/ɯ/和/ɤ/两个音位的差别很小，在老傈僳文拼写中均写成“ꓶ”，在基于拼音的新傈僳文拼写中均写成“e”。

### 声调
傈僳语有六个声调：高调[˥]、中嘎裂促声[˦ˀ]、中调[˧]、低调[˨˩]、升调[˧˥]和低促声[˨˩ʔ]（例如[tá ta̰ ta tà tǎ tàʔ]）。在一些方言中，中嘎裂促声的音调略高于中调。升调非常不常见，高调在浊音后不常见。
怒江傈僳语有单辅音29个，无复辅音；单元音13个，分鼻化与非鼻化两类。后响复元音5个，无辅音韵尾。有6个声调，含4个舒声调，2个促声调。音节结构比较简单。

### 辅音
|              |          | 唇音 | 齿龈音 | 齿龈音 | 卷舌音 | 龈腭音 | 软腭音 | 声门音 |
| 非咝音       | 咝音     | 唇音 |        |        | 卷舌音 | 龈腭音 | 软腭音 | 声门音 |
| ------------ | -------- | ---- | ------ | ------ | ------ | ------ | ------ | ------ |
| 鼻音         | 鼻音     | m    | n      |        |        | ɲ      | ŋ      | h, h̃   |
| 塞音/ 塞擦音 | 清不送气 | p    | t      | ts     | tʂ     | tɕ     | k      | ʔ      |
| 塞音/ 塞擦音 | 清送气   | pʰ   | tʰ     | tsʰ    | tʂʰ    | tɕʰ    | kʰ     |        |
| 塞音/ 塞擦音 | 浊音     | b    | d      | dz     | dʐ     | dʑ     | ɡ      |        |
| 擦音         | 清音     | (f)  |        | s      | ʂ      | ɕ      | x      |        |
| 擦音         | 浊音     | v~w  |        | z      | ʐ      | j      | ɣ      |        |
| 近音         | 近音     | v~w  | l      |        |        | j      |        |        |

傈僳语中[v]和[w]的分布是互补的：[v]只出现在前元音之前，其他情况下均为[w]。/f/音位很少出现只在几个词汇中存在于/u/和/y/之前。富能仁所调查的第一个傈僳语方言仅在/ɑ/之前区分/tʂ tʂʰ dʐ ʂ ʐ/。
一些滑音会在辅音和/ɑ/之间出现，例如软腭音后的/w/、双唇音后的/j/和/h̃/（该音有一个非鼻音的音位变体，仅出现于祈使助词[hɑ́]）。/ɣ/在一些方言中与/j/融合不作区分。
在中部方言中，位于/i/之前的/j/听上去像是龈腭音[ʑ]。在南部方言中，位于前元音之前的软腭音会变为龈腭音。/u/和/e/会使它们前面的辅音发生变化（offglide），例如/tu du te de/会分别变为[tfu dvu tje dje]。
元音/ɯ ɤ/不会在音节首出现——或者至少在音节首的读音变为[ɣɯ ɣɤ]。有理论认为/i e y u ɯ ɤ/单独出现的读音实际上为[ji je fy fu ɣɯ ɣɤ]，因此这些元音都不会在音节首出现。也有理论认为它们单独出现的读音结构均为/ʔV/，即位于声门塞音之后。

## 词汇
词汇主要是单音节或由单音节复合构成，多音节的单纯词较少。借词主要来自汉语，大多是音译。

## 语法
语法意义主要用虚词和语序表达。动词有时态、态，用助词表达。有丰富的方位名词、量词和结构助词，结构助词在句法关系中起很重要的作用。基本语序为主-宾-谓，修饰语为名词和代词时位于中心词前，为形容词和数量词时位于中心词后。

## 文字
傈僳语有四种文字：
一、柏格理苗文，用来书写东部傈僳族所说的彝语中部方言里泼土语，现在仍在里泼基督教徒中使用。
二、老傈僳文，又称富能仁文字，目前是傈僳族最普遍使用的文字，广泛地使用于宗教和日常生活中。该文字由缅甸克伦族讲道者塞耶巴多基于缅甸北部曼坎一带的傈僳语最早创制，又被英国传教士富能仁（J. O. Frazer）在1915年进一步完善。其字形来自无衬线体正写和倒转的大写拉丁字母，並附以标记以表示声调。虽然字形来自拉丁字母，但是老傈僳文字母的读音不一定与其类似的拉丁字母相关。这种文字基于花傈僳方言，但亦可兼容其他方言。
三、新傈僳文，是中华人民共和国成立之后，由云南省怒江傈僳族自治州人民政府在20世纪50年代基于碧江县的傈僳语方言所创立的新拉丁字母文字。這種文字50年代末使用较多，目前已经暂停推广。
四、傈僳竹书，是在1920年代由云南省维西傈僳族自治县的傈僳族农民哇忍波（汪忍波）模仿汉字而自创的文字。该文字一般刻画在竹片上，傈僳语称为“ma44 da33 tho31 ɣɯ31”，汉语译为“竹书”。汪忍波于1922年8月开始竹书的创制，并用这种文字编写了《识字课本》（傈僳语：so44 tho31 ɣɯ31），用来向傈僳族民众推广识字。解放初已有1000多人掌握了这种文字。傈僳竹书最早的读写顺序是竖行从上至下、从左至右书写，后来也有横行书写与排版。最早的傈僳竹书文献大多散佚，现存以下文献资料：《识字课本》6册、《汪忍波自传》4册、《故事书》1册、《嘎玛巴的故事》1册、《孤儿和龙王公主》1册、《骰子》1册、《招魂》1册、《造太阳月亮》1册、《求雪》1册、《晒盐》1册、《种树经》1册、《祝平安》（刻板1块）、《祭天神经》的上部《驱邪经》和反映部落兼并的《打仗经》的提纲（木板11块）、《祭米斯》（木板残片）。该文字现在也很少被人使用。

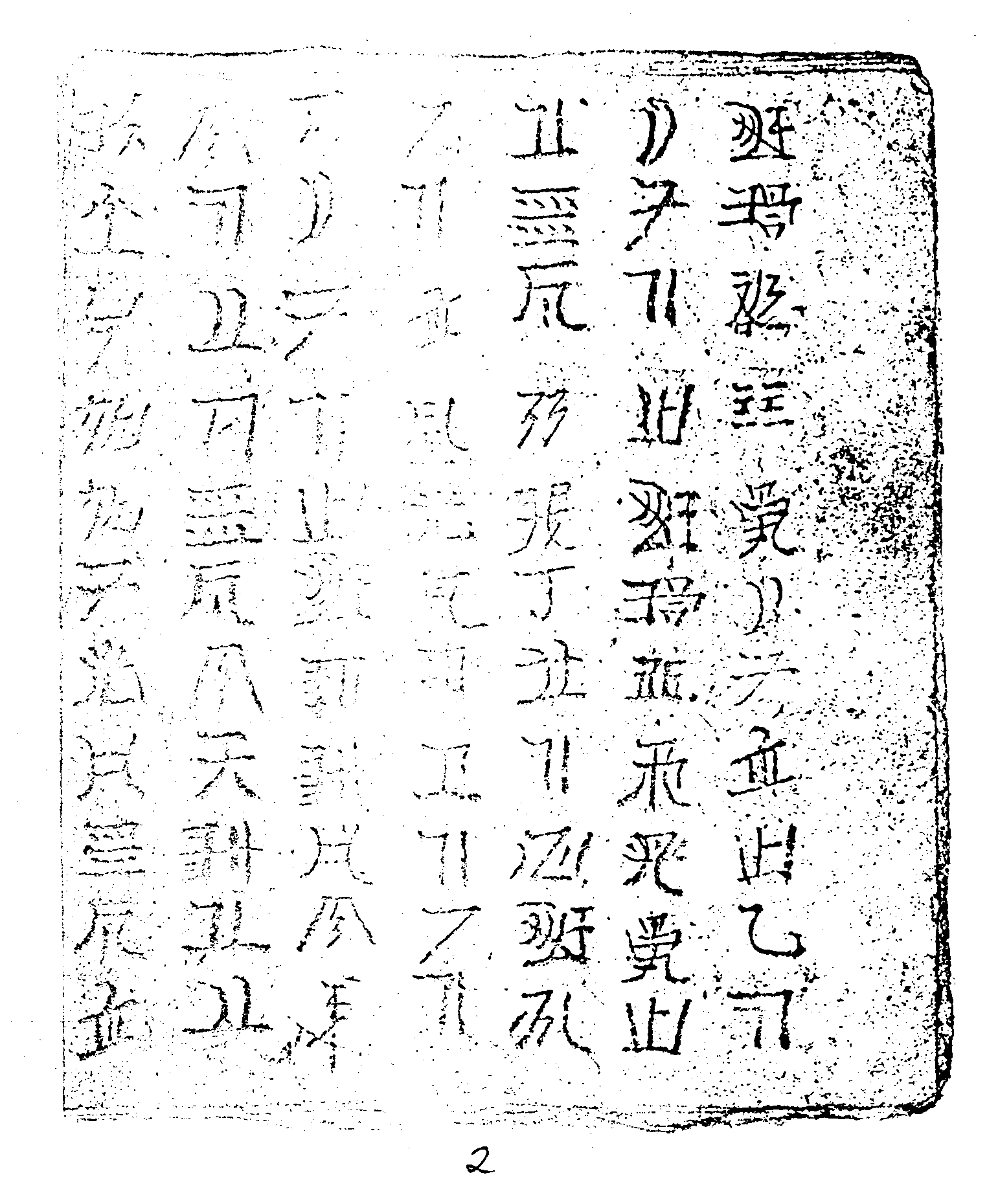
傈僳竹书文献

## 延伸閱讀
- Miyake, Marc. 2011. Unicode 5.2 (not 6.1!): the Old Lisu script （页面存档备份，存于）.

## 外部連結
- 傈僳語ISO代碼 （页面存档备份，存于）
- 僳族音节文字简介及字符集
- SOUTHERN LISU DICTIONARY （页面存档备份，存于）
- A DICTIONARY OF THE NORTHERN DIALECT OF LISU (CHINA AND SOUTHEAST ASIA)  （页面存档备份，存于）